# 陳禎
陳禎（1459年—1526年），字應加，號雙溪，為金門陽翟信房十八世，是明朝人物。其墓與墓前的牌坊分別為國定古蹟（原二級古蹟）與縣定古蹟（原三級古蹟）。

## 經歷
陳禎年少時便勤讀詩書，所以年少時便能成為廪生。他於明武宗正德十年（1515年）歲貢及第，被授以廣東省惠州長樂縣訓導一職。
生有兩子，而身為其次子的陳健官拜廣東廉州知府、廣西南寧知府，故陳禎逝世後被獲誥追贈刑部員外郎、奉直大夫（從五品）之銜，其妻子李氏也被封為太宜人。

## 家庭
- 妻
  - 李氏
- 子
  - 陳偉
  - 陳健